# Lebanon (film)
Lebanon (hebreiska: לבנון) är en israelisk dramafilm från 2009 regisserad av Samuel Maoz.
Filmen är baserad på regissörens erfarenheter som värnpliktig under Libanonkriget 1982. Hela handlingen utspelas inuti en israelisk stridsvagn. Den klaustrofobiska atmosfären kan jämföras med den tyska filmen Ubåten. Lebanon vann Guldlejonet vid Filmfestivalen i Venedig.